# فارول (کالیفرنیا)
فارول (به انگلیسی: Farwell) یک منطقهٔ مسکونی در ایالات متحده آمریکا است که در شهرستان آلامدا، کالیفرنیا واقع شده‌است. فارول ۶۷٫۹۷ متر بالاتر از سطح دریا واقع شده‌است.